# 上海广播电视台纪实人文频道
上海广播电视台纪实人文频道，现频道呼号为纪实人文频道或者纪实人文卫视，是上海广播电视台的一个电视频道，由原纪实频道（原上海有线六台）和藝術人文频道（原东视二套、文艺频道）合并而成，停播前主要播出纪录片，辅以少部分文艺类的节目。

## 历史

### 纪实频道
纪实频道的前身为上海有线电视台旗下的上海有线六台。2001年7月1日，上海有线六台转为上海电视台所有，更名为上海电视台有线生活频道。2002年更名为纪实频道。2012年起，该频道实行24小时全天候播出（每周二凌晨收台检修），2013年正式实现高标清同播。
2014年6月10日上午，“因你而真－上海电视台纪实频道上星发布会”在上海电视节期间召开，正式宣布自6月16日起频道上星播出，成为继北京纪实频道后，中国大陆第二家上星播出的地方台纪实频道。并开始使用单独频道台标。
2019年6月16日，纪实频道停播所有自制节目（但仍保留《超级装》外包节目），改为类似央视纪录频道的方式轮播纪录片。原先于该频道播出的《纪录片编辑室》于同年7月28日起迁至新闻综合频道播出（该节目开播时即在新闻综合频道的前身8频道播出）。

### 艺术人文频道
藝術人文频道的前身是1995年开播的上海东方电视台33频道（东视二套），后改作东视文艺频道。2008年1月1日，原东视文艺频道停播，改設本频道；原東方電視臺音樂頻道（“Channel音”）被取消，其節目資源被分別合並到已有的新娛樂頻道以及新設的藝術人文频道兩個頻道當中；另外增設上海外語頻道。
2008年1月，SMG藝術人文頻道開播。開播盛典是藝術人文頻道與文化界人士及廣大電視觀眾初次見面的盛大文化派對，余秋雨、余光中、譚盾、賈樟柯、李雲迪、羅大佑等13位名家齊聚上海，獲邀成為頻道顧問，共同見證藝術人文頻道磅礴出世。
2010年5月11日，该频道在未告知观众的情况下更换为原上海电视台白玉兰台标，以取代原东方电视台的红日海鸥的台标。
2011年1月，艺术人文频道改版，并将口号改为“新青年、新感受”，主要受众定位为青年人，开播新青年剧场、音乐前线、万象、新青年等节目。
2014年3月15日，原有东方卫视、娱乐频道、星尚频道、艺术人文频道、七彩戏剧频道、生活时尚频道合并组建成全新的“东方卫视中心”，原有频道版面、节目带，正式转入东方卫视中心的运营系统。同时东方卫视的重要节目会在同中心旗下地面频道的电视荧屏右上角角标进行宣传，角标镜面与东方卫视的一致。
2014年7月3日，上海广播电视台宣布，旗下艺术人文频道、七彩戏剧频道、经典947频率、戏剧曲艺频率组建“公益媒体群”，将转型为不以广告创收、收视率为考核目标的公益频道。

### 两频道合并与频道停播
2020年1月1日，纪实频道与艺术人文频道合并，并更名为纪实人文频道，使用原纪实频道的频谱资源播出。同时，艺术人文频道停播。
随后于2025年1月1日，纪实人文频道正式停播，原纪实人文频道的节目资源转移至东方卫视、都市频道播出。

## 节目
合并后的纪实人文频道除播出纪录片外，亦会播出文艺类的节目。原艺术人文频道节目《新文艺纵览》《艺术课堂》《纵横经典》《文化主题之夜》《可凡倾听》《今晚》在频道合并初期得以保留。
- 可凡倾听[c]
- 科技XXXX[d]
- 印象
- 纵横经典
- 纪录片编辑室
- 纪录片《冰雪梦启程》，2022年2月10日晚10点播出，該紀錄片反映中国冰雪运动发展[10]

### 已停播节目
- DV365
- 档案
- 师道
- 大师
- 探索
- 可爱的中国
- 传奇
- 寰宇地理[e]
- 海派真生活
- 闲话上海滩[f]
- 上海故事[g]
- 赢+
- 东方记录
- 地产天下
- 纪录中国
- 扁鹊会
- 今晚[h]
- 世界艺术之旅
- 艺术课堂
- 文化主题之夜
- 戏剧大舞台[i]
- 文化中国
- 新文艺纵览